# Chompeletla
Chompeletla är en ort i Mexiko.   Den ligger i kommunen Yahualica och delstaten Hidalgo, i den sydöstra delen av landet, 180 km norr om huvudstaden Mexico City. Chompeletla ligger 439 meter över havet och antalet invånare är 293.
Terrängen runt Chompeletla är kuperad. Runt Chompeletla är det ganska tätbefolkat, med 100 invånare per kvadratkilometer. Närmaste större samhälle är Xochiatipan de Castillo, 11,0 km sydost om Chompeletla. I omgivningarna runt Chompeletla växer huvudsakligen savannskog.